# Dentsu Brasil
A Dentsu Brasil foi fundada em junho de 2004, em São Paulo, inicialmente numa parceria com a agência DPZ . A partir de 2009 tornou-se independente. Atualmente sua sede se encontra na Rua Teodoro Sampaio, 2700, no bairro de Pinheiros, em São Paulo. A agência é comandada pelo diretor presidente Tiago Vargas.
A dentsu é uma parceira integrada de crescimento e transformação para as principais organizações do mundo. Fundada em 1901 em Tóquio, no Japão, e agora presente em mais de 145 países e regiões, tem um histórico comprovado de estimular e desenvolver inovações que geram resultados. Combinando os talentos de sua rede global, ultrapassam os limites da transformação dos negócios e do crescimento sustentável para desenvolver soluções de crescimento impactantes e integradas para para marcas, pessoas e sociedade.
No Brasil, a dentsu é composta pela Dentsu Creative (agência criativa), iProspect (agência de performance), Navegg (líder em inteligência de dados), tag (produtora de conteúdo em larga escala) e Merkle (especialista em CX).
O escritório brasileiro é um dos 92 que a Dentsu, maior agência de publicidade do mundo , mantém fora do Japão. Com a Dentsu Brasil você tem acesso ao melhor da propaganda brasileira e ao que o Grupo Dentsu tem de mais avançado e inovador. Além da gigante japonesa, instalada num edifício próprio de 50 andares com cerca de sete mil funcionários e mais de seis mil clientes, divisões de entretenimento, esportes, design, laboratórios de criação tecnológicos e digitais e sofisticadas ferramentas de comunicação, fazem parte do Grupo Dentsu os mais celebrados nomes do segmento, tais como ATTIK, Firstborn, 360i (Agência Classe A da Advertising Age em 2010) e mcgarrybowen (também Agência Classe A da Advertising Age em 2010 e Agência do Ano nos EUA em 2009), integrados à Dentsu Network West, sediada em Nova York e com hubs regionais em Londres e São Paulo.

## Premiações

### 2024
- Effie Awards

Bronze - Categoria Inteligência Artificial: Nissin Artiojo
Bronze - Categoria Alimentos: Nissin Artiojo
- CCSP

Bronze - Categoria TV, Cinema e Outras Telas: Nissin Pra Curtir Mesmo
- Festival Élan de Criatividade

Vencedora - Categoria Criatividade no Uso de Dados: Heineken Brew a Better World
- Tinder Celebration Awards

Vencedora - Categoria Toda Forma de Amor Vale a Pena: Heineken 0.0
- The One Show

Vencedora - Nissin Artiojo

### 2023
- Festival de Publicidade de Cannes

Grand Prix Pharma - Eurofarma Scrolling Therapy

### 2011
- Festival de Publicidade de Cannes

Shortlist categoria Outdoor com Pinhole Camera Poster
Cliente: Escola São Paulo/ Cursos de Fotografia
- CCSP

Categoria Técnica/Imprensa - Direção de Arte
Agulhas- Cabeça/Ceata
- One Show

One Show Merit Award para  Funny Babies
Cliente: L'Univers de Chocolat
- D&ad

Campanha em Poster
In Book:
Título: Funny Baby 1 / Funny Baby 2 / Funny Baby 3 / Funny Baby 4
Cliente: L'Univers de Chocolat
Direção de Arte em Poster  
Título: Agulhas - Braço / Agulhas - Cabeça / Agulhas – Perna
Cliente: Ceata - Centro de Estudos de Acupuntura e Terapias AlternativasMarca: Ceata – Tratament de Acupuntura

### 2010
- Lâmpada de Prata - Festival Brasileiro de Publicidade (Ceata- Centro de Estudos de Acupuntura e T.Alternativas)
- Lâmpada de Bronze - Festival Brasileiro de Publicidade (Bebês Engraçados)
- Leão de Ouro em Cannes (L´Univers de Chocolat: Chocolate com whisky)
- Finalista em Cannes (Escola São Paulo: Prejudice)
- Prêmio Abril Criação Internet-Toyota SW4